# مكافحة الجريمة
مكافحة الجريمة يشير إلى الأساليب التي اتخذت للحد من الجريمة في المجتمع ومعاملة المجرمين وكثيراً ما تركز على استخدام العقوبات الجنائية كوسيلة لردع الناس عن ارتكاب الجرائم وبصورة مؤقتة أو دائمة ويستخدم هذا القانون لمن ارتكبوا جرائم بالفعل وأيضاً يمنع الجريمة من الإنتشار في نطاق واسع في بعض البلدان ويكون المخول لمكافحة الجريمة هي الحكومة والشرطة.

## مقالات ذات صلة
- ثقافة علم الجريمة
- بارون المخدرات
- علم الجريمة